# Rio Diudiu
O Rio Diudiu é um rio da Romênia, afluente do Sebeş, localizado no distrito de Alba.